# Verwaltungsgemeinschaft Neumarkt in der Oberpfalz
Die Verwaltungsgemeinschaft Neumarkt in der Oberpfalz liegt im Oberpfälzer Landkreis Neumarkt i.d.OPf. und wird von folgenden Gemeinden gebildet: (Einwohnerzahlen Stand 31. Dez. 2017)
- Berngau, 2627 Einwohner, 27,12 km²
- Pilsach, 2960 Einwohner, 47,65 km²
- Sengenthal, 4112 Einwohner, 28,51 km²

Sitz, aber nicht Mitglied, der Verwaltungsgemeinschaft ist Neumarkt.

## Entstehung
Bereits im September 1973 hatten die drei Gemeinden unter ihren damaligen Bürgermeistern die Bildung einer Verwaltungsgemeinschaft beantragt, diese entstand per Rechtsverordnung der Regierung der Oberpfalz am 1. Januar 1977.